# Nikephoros I Komnenos Doukas
Nikephoros I Komnenos Doukas, död 1297, var en frankisk monark. Han var despot av despotatet Epirus 1266–1297.